# Seasat
Seasat 1 was de eerste satelliet die bedoeld was voor de observatie van de oceanen vanuit de ruimte. De Amerikaanse satelliet werd gebouwd in opdracht van de NASA en ontworpen door het Jet Propulsion Laboratory.
Seasat 1 werd gelanceerd op 27 juni 1978 om 01:12 UTC vanop de basis Vandenberg in Californië met een Atlasraket. De satelliet bestond uit de laatste trap van de raket, een Agena D waaraan het instrumentenpakket en de antennes bevestigd waren. De afmetingen waren: lengte 21 m, diameter 1,5 m, massa 2300 kg. De omloopbaan was cirkelvormig met een hoogte van ongeveer 800 km. 
Voor de observatie van de oceanen had Seasat een Synthetic Aperture Radar (SAR) aan boord, die werkte in de L-band (frequentie 1,275 GHz). Hiermee werden de zeestromingen en de toestand van het poolijs opgevolgd. De Seasat was de eerste aardobservatiesatelliet met een SAR-systeem.
Andere instrumenten aan boord waren een radar-altimeter om de hoogte boven het zeeoppervlak te meten, en apparaten voor het meten van de windsnelheid en -richting en de temperatuur van het zeeoppervlak. Deze opereerden ook in het microgolfbereik. Een radiometer in het zichtbare en infraroodbereik moest toelaten om land-, water- en wolkenelementen te identificeren.
De missie had een verwachte levensduur van drie jaar, maar werd al na 105 dagen, op 10 oktober 1978, afgebroken door een kortsluiting. Seasat had ondertussen wel de bruikbaarheid van de SAR- en microgolfinstrumenten voor aardobservatie aangetoond en was zo de wegbereider voor latere satellieten met die technieken.